# Ghiacciaio Bilgeri
Il ghiacciaio Bilgeri (in inglese Bilgeri Glacier) (66°01′S 64°47′W) è un ghiacciaio situato sulla costa di Graham, nella parte occidentale della Terra di Graham, in Antartide. Il ghiacciaio, il cui punto più alto si trova 409 m s.l.m., si trova in particolare sulla penisola Velingrad e fluisce fino alla baia di Barilari, a sud di punta Huitfeldt e a ovest di punta Byaga.

## Storia
Il ghiacciaio Bilgeri è stato mappato durante la spedizione britannica nella Terra di Graham, 1934-37, al comando di John Rymill, ed è stato poi così battezzato nel 1959 dal Comitato britannico per i toponimi antartici in onore di Georg Bilgeri (1873—1934), ufficiale dell'esercito austro-ungarico, inventore dei primi attacchi a molla per sci e autore di uno dei primi manuali sullo sci.